# Valdreu
Valdreu es una freguesia portuguesa del concelho de Vila Verde, con 16,69 km² de superficie y 648 habitantes (2001). Su densidad de población es de 38,8 hab/km².